# La noia danesa
La noia danesa (títol original en anglès, The Danish Girl) és una pel·lícula biogràfica britànica dirigida per Tom Hooper i protagonitzada per Eddie Redmayne,
Alicia Vikander, Amber Heard i Matthias Schoenaerts. La cinta està basada en la novel·la homònima de David Ebershoff, i explica la història real de la pintora danesa Lili Elbe, la primera dona transsexual a sotmetre's a una cirurgia de reassignació de gènere. Va tenir una estrena limitada el 27 de novembre de 2015 a Nova York i Los Angeles. S'ha doblat al català.

## Argument
Anys 20, Dinamarca. La parella d'artistes formada per Einar i Gerda Wegener gaudeixen del seu èxit. Un dia ella té la idea que el seu marit posi vestit de dona per a la seva propera pintura.
Això els diverteix a tots dos i continuen provant amb això, fins que deixa de ser un joc per Einar, qui descobreix que se sent millor com a dona que com a home. En 1931, Einar se sotmet a una polèmica i nova operació de reassignació de sexe i convertir-se en dona, la qual cosa commociona a la societat en la qual viuen i presentar nombrosos problemes per continuar la relació marital.
Va arribar a sotmetre's a cinc operacions, l'última de les quals va consistir en un trasplantament d'úter per poder ser mare. Aquesta va ser considerada la causa de la mort de Einar, anomenada ja llavors Lili Elbe. Aquesta última operació va commocionar el món sencer quan va ser coneguda, ja que es va mantenir en secret la seva transsexualitat, només coneguda pel seu cercle d'amistats.

## Repartiment
- Eddie Redmayne com Einar Wegener / Lili Elbe
- Alicia Vikander com Gerda Wegener
- Matthias Schoenaerts com Hans Axgil
- Ben Whishaw com Henrik Sandal
- Amber Heard com Oola

## Producció
Al setembre de 2009, Tomas Alfredson va revelar a Variety que la producció del projecte precediria a la de la seva propera adaptació del talp. I va afegir: «Hem estat prop d'un any en converses, i aviat començarem la producció».
Al desembre de 2009, els periòdics suecs van informar que Alfredson ja no era l'encarregat de dirigir La noia danesa i començaria a treballar en Tinker Tailor Soldier Spy. Alfredson va dir que lamentava que la informació que treballava en La noia danesa s'expandís abans de finalitzar el tracte. També va dir que encara volia fer la pel·lícula i podria tornar al projecte.
El 12 de gener de 2010, el director suec Lasse Hallström va dir als mitjans suecs que ell havia estat assignat per reemplaçar Alfredson com a director.
Charlize Theron va ser originalment seleccionada per a interpretar el paper de Gerda Wegener, però va ser reemplaçada per Gwyneth Paltrow després d'abandonar el projecte. Paltrow va abandonar el projecte a causa de canvis d'ubicació. Uma Thurman va ser també un reemplaçament possible. El setembre de 2010 es rumorejava que Marion Cotillard era la principal candidata per al paper.
El rodatge va començar a la primavera de 2010 a Berlín.
L'11 de juny de 2010, The Hollywood Reporter va revelar que la pel·lícula havia rebut € 1,2 milions ($ 1,5 milions) en finançament de subsidis de NRW Film Board d'Alemanya. Les condicions de l'acord incloïen un rodatge previst de 19 dies a Alemanya. Al febrer de 2011, Screen Daily va informar que la pel·lícula començaria a rodar-se al juliol del mateix any i que Rachel Weisz interpretaria a Wegener. Al maig es va revelar que tant Weisz com Hallström havien abandonat el projecte.
Finalment, Eddie Redmayne va ser l'encarregat de posar-se en la pell de Lili Elbe i serà dirigida per Tom Hooper.
Redmayne va qualificar la pel·lícula com una «extraordinària història d'amor» en declaracions a The Daily Telegraph. L'actor es va reunir amb persones que s'havien sotmès a operacions de reassignació de gènere per a preparar el seu rol: «He conegut gent amb una valentia extraordinària i brillant, així que espero que sigui una experiència interessant», va declarar al mitjà britànic.

### Filmació
La filmació va començar al febrer de 2015. La primera imatge de Redmayne com a Lili Elbe va ser revelada el 26 de febrer de 2015. El 5 de setembre de 2015 va ser exhibida al Festival Internacional de Cinema de Venècia de 2015, amb gran acceptació i rebent crítiques positives.